# Chlorocypha victoriae
Chlorocypha victoriae – gatunek ważki z rodziny Chlorocyphidae.